# Episodi di Sweetbitter (seconda stagione)
La seconda stagione della serie televisiva Sweetbitter, composta da 8 episodi, è stata trasmessa negli Stati Uniti su Starz dal 14 luglio al 18 agosto 2019.
In Italia, la stagione è stata distribuita ogni settimana dal 15 luglio al 19 agosto 2019 sul servizio streaming Starz Play.
| n° | Titolo originale       | Titolo italiano          | Prima TV USA   | Pubblicazione Italia |
| -- | ---------------------- | ------------------------ | -------------- | -------------------- |
| 1  | The Pork Special       | Specialità: Maiale       | 14 luglio 2019 | 15 luglio 2019       |
| 2  | Equifax & Experian     | Furto d'identita         | 14 luglio 2019 | 15 luglio 2019       |
| 3  | Last of the Season     | Visita a sorpresa        | 21 luglio 2019 | 22 luglio 2019       |
| 4  | Sec or Demi-Sec        | Sec o Demi-Sec           | 28 luglio 2019 | 29 luglio 2019       |
| 5  | Entropy                | Entropia                 | 5 agosto 2019  | 6 agosto 2019        |
| 6  | Truffles and Champagne | Tartufo e Champagne      | 11 agosto 2019 | 12 agosto 2019       |
| 7  | Bodega Cat             | Equilibrio precario      | 18 agosto 2019 | 19 agosto 2019       |
| 8  | Peach Treats           | Il gatto dell'alimentari | 18 agosto 2019 | 19 agosto 2019       |